# Dresslers Kunsthandbuch
Dresslers Kunsthandbuch ist ein umfassendes Kunstlexikon in mehreren Bänden, das in den 1920er und 1930er Jahren erschien.

## Geschichte
Das Kunstlexikon wurde von Willy Oskar Dressler (1876–1954) herausgegeben. Das Nachschlagewerk führt unter anderem rund 32.000 in den 1920er Jahren lebende deutsche Künstler, Altertumsforscher, Kunstgelehrte und Kunstschriftsteller auf. Es enthält knappe Informationen zu deutschsprachigen Bildenden Künstlern und war ursprünglich mehr als Adressbuch denn als Lexikon gedacht.
Das Lexikon erschien zunächst von 1906 bis 1913 unter dem Titel Dresslers Kunstjahrbuch. Ein Nachschlagebuch für deutsche bildende und angewandte Kunst.
Später wurde es unter dem Namen Dresslers Kunsthandbuch in drei Bänden weitergeführt, die teilweise in mehreren Auflagen erschienen.
- Dresslers Kunsthandbuch. Erster Band. Bild, Kunst und Tonkunst. Das Buch der öffentlichen Kunstpflege Deutschlands, Österreichs, Dänemarks, Finnlands, der Niederlande, Norwegens, Schwedens, der Schweiz und Spaniens. Wasmuth, Berlin 8, 1923; Buchhandlung des Waisenhauses, Halle (Saale) 9, 1930 – 10, 1934.
- Dresslers Kunsthandbuch. Zweiter Band. Das Buch der lebenden deutschen Künstler, Altertumsforscher, Kunstgelehrten und Kunstschriftsteller. Bildende Kunst. Wasmuth, Berlin 8, 1921; Curtius, Berlin 9, 1930.
- Dresslers Kunsthandbuch. Dritter Band. Tonkunst. Das Buch der lebenden deutschen Künstler, Musikgelehrten und Musikschriftsteller. Wasmuth, Berlin 8, 1921.

Der 1930 erschienene 9. Jahrgang des Zweiten Bandes wurde wegen seines großen Wertes für den Kunst- und Antiquitätenhandel um 1990 nachgedruckt.